# Ганайска империя
Ганайската империя, известна също като Уагаду, е историческа държава в Западна Африка, заемала територия, днес обхващаща югоизточните части на Мавритания и западните части на Мали.
Сложни общества, основани на транссахарската търговия със сол и злато, съществуват региона още от древни времена, но донасянето на камилите в западните части на Сахара през 3 век полага пътя към големи промени в областта, които водят до образуването на Ганайската империя. По време на арабското завоюване на Северна Африка през 7 век, камилата вече е променила древните и нередовни търговски пътища в търговска мрежа от Мароко до река Нигер. Държавата просперира от процъфтяващата транссахарска търговия, което позволява да се развият по-големи градски центрове. Търговският обмен допълнително поощрява териториалното разрастване на държавата, за да се поеме контрола над различни търговски маршрути.
Не е ясно кога идва на власт управляващата ганайска династия. Така се споменава за пръв път в записки на Мохамед ал-Хорезми от 830 г. През 11 век ученият от Кордоба Ал-Бакри пътува из региона и предоставят подробно описание на империята.
След няколко века империята навлиза в период на упадък и в крайна сметка става васално владение на Малийската империя в началото на 13 век. Когато през 1957 г. британската колония Златен бряг първа извоюва независимостта си в Субсахарска Африка, тя се наименува Гана в чест на империята от едно време.

## Основаване
Точната година на основаване на Ганайската империя не е известна. Възможно е да датира от 1-2 век, но доказателства за наличието на политически апарат се появяват по-късно. Счита се, че държавата процъфтява през 9 – 11 век. Империята най-вероятно е била съставена главно от племето сонинке, които населяват саваните между река Нигер на югоизток и река Сенегал на югозапад. Тези реки и пустинята Сахара на север образуват естествен триъгълник от равни тревни земи. Регионът често се нарича Уагаду в местните словесни традиции.

## Кумби Сале
Най-вероятна столица на Ганайската империя е Кумби Сале, поради отсъствието на други правдоподобни кандидати. Тя се е намирала на 322 km северно от Бамако (Мали), на територията на днешна Мавритания. Тя се оказва много по-голяма, отколкото преди се е смятало – средновековните арабски фигури от 40 – 50 хил. души население днес изглеждат занижени след последните разкопки, които разкриват, че градът е обхващал площ от 45 хектара и е бил обкръжен от множество по-малки селища. Изнамерени са и голяма джамия, площад, части от стена и монументални порти. Жилищата са били едноетажни, с тухли от изсушена кал, дърво или камък. Арабският пътешественик Ал-Бакри описва столицата през 1076 г. като обградена от кладенци и напоявани полета, където са отглеждани много зеленчуци.

## Управление
В действителност представлявайки конгломерат от села, управлявани от един владетел, империята просперира благодарение на добре обучената си армия, разполагаща с кавалерия и достъп до суровини като желязна руда (за направата на оръжия) и злато (с което да се заплащат войниците). Ковачите в региона се радват на особено висок статут. Притежаването на камили, улесняващи превоза на стоки и хора, е друг фактор, допринесъл за превъзходството на сонинки над съперниците им. Разполагайки с тези предимства, Ганайската империя завзема нови територии, а покорените вождове ѝ плащат данък. Така тя налага монопол първо на местната търговия, а след това в цялата област.
Кралят е абсолютен монарх и глава на правосъдието и религията в страната. Той се обвива в мистерия, отчасти чрез ролята си като водач на анимистката религия сред народа си. Жертвоприношения и възлияния се правят в негова чест и са установени строги правила на етикет в негово присъствие. Когато умре, той се погребва в свещена горичка, в която никой не бива да влиза.
Монархът разчита на съветници и от 11 век дори наема мюсюлмански търговци, които да играят ролята на тълкувачи и служители, спомагащи за управлението на икономиката и следенето на потока от стоки към и от страната. Известно е, че кралят е изпращал много изобилни подаръци на съседите си с лекота, имайки предвид огромното количество злато, което е притежавал.

## Западноафриканска търговия
Ганайската империя доминира западноафриканска търговия в горното течение на река Нигер още от 3 – 10 век. Контролът на регионалната търговия е доходоносно занимание за кралете, които пренасят стоки като злато, слонова кост, кожи, щраусови пера и роби за мюсюлманските търговци (особено за санхаджите), които изпращат кервани с камили, прекосяващи Сахара и носещи особено ценната сол на юг. Търговските стоки често се таксуват двойно – веднъж при навлизане в страната и веднъж при излизане от нея.
Освен доходи от търговия, Ганайската империя разполага и със свои собствени ресурси, сред които желязо и злато от региона Бамбук. Те се търгуват от елита в замяна на луксозни стоки като текстили, мъниста и коне, които се донасят от арабските търговци на север. Друга важна стока е медта. Ганайските крале онагледяват върховната си позиция като забраняват на всички, освен на себе си, да притежават парчета злато – търговците могат да боравят само със златен прах. Това позволява на краля да контролира пазара на златно и да поддържа стойността му висока, тъй като по всяко време из страната циркулира прекалено малко злато.

## Мюсюлманско влияние
Ислямът се разпространява из региона благодарение на мюсюлманските търговци, които влизат в контакт с местния градски елит. Държавниците вероятно са осъзнавали, че приемането или толерирането на религия (дори привидно) би имало благоприятен ефект върху търговията. Наистина, няма твърди доказателства, че владетелите на Ганайската империя са приели исляма. От друга страна, столицата Кумби Сале е разделена на два отделни града към средата на 11 век. Единият от тях е за мюсюлманите и разполага с 12 джамии, докато другият се намира на 10 km и е кралската резиденция с много традиционни светилища и една джамия за посетители. Това разделяне отразява продължаващите местни анимистки вярвания наред с исляма. По-голямата част от селското население се придържа именно към тези традиционни вярвания.

## Упадък
Първият етап на упадъка в Ганайската империя започва към средата на 11 век. Около 1076 г. столицата е разграбена от нашествие на алморавидите от Северна Африка, вероятно в отговор на опита на ганайците да наложат контрол над търговията чрез центровете си в Сахара. След това империята се възстановява бавно и трудно. През 12 век държавата вече започва да се разпада. Упадъкът е катализиран от отварянето на други търговски пътища по̀ на изток, както и от продължителното засушаване на климата, което влияе зле на селскостопанската продукция. Междувременно, много разбунтували се вождове се възползват от отслабналото централно правителство и се обявяват за независими от империята. Сред тях се откроява държавата Текрур, контролираща река Сенегал и съюзила се с алморавидите.
Държавата Сосо е най-големият наследник на разпадащата се Ганайска империя. Но дори и тя не се задържа дълго време, след като кралят ѝ Сумангуру Кванте е победен от малийския император Сундиата Кейта през 1235 г. Сундиата превзема и старата ганайска столица през 1240 г. и основава най-голямата и най-богатата империя в Африка.